# 拉巴伊
拉巴伊，是南印度卡納塔克邦、安德拉邦、泰米爾納德邦和喀拉拉邦的穆斯林貿易社團，人口近1000000人。

## 起源
拉巴伊在阿拉伯語解我們。

## 歷史
他們自稱是波斯灣貿易商人的後裔，自13世紀開始他們從事皮革業和在中國、東南亞販運香料、煙草和穀物。
他們現在多定居在班加羅爾和金奈一帶。